# Rhynchobatus australiae
Rhynchobatus australiae es una especie de peces de la familia Rhinobatidae en el orden de los Rajiformes.

## Morfología
- Los machos pueden llegar alcanzar los 300 cm de longitud total.[2]

## Reproducción
Es ovíparo.

## Distribución geográfica
Se encuentra en las  costas del Pacífico occidental: desde el Golfo de Tailandia y Filipinas hasta Queensland (Australia).